# Pegomya sagehenensis
Pegomya sagehenensis este o specie de muște din genul Pegomya, familia Anthomyiidae, descrisă de Huckett în anul 1967. Conform Catalogue of Life specia Pegomya sagehenensis nu are subspecii cunoscute.